# Кукутени (Лецкани)
Кукутени (рум. Cucuteni) насеље је у Румунији у округу Јаши у општини Лецкани. Oпштина се налази на надморској висини од 78 m.

## Становништво
Према подацима из 2002. године у насељу је живело 613 становника, од којих су сви румунске националности.